# Ґрондзики
Ґрондзики (пол. Grądziki) — село в Польщі, у гміні Старий Люботинь Островського повіту Мазовецького воєводства.
Населення — 78 осіб (2011).
У 1975-1998 роках село належало до Остроленцького воєводства.

## Демографія
Демографічна структура станом на 31 березня 2011 року:
|          | Загалом | Допрацездатний вік | Працездатний вік | Постпрацездатний вік |
| -------- | ------- | ------------------ | ---------------- | -------------------- |
| Чоловіки | 43      | 11                 | 27               | 5                    |
| Жінки    | 35      | 4                  | 18               | 13                   |
| Разом    | 78      | 15                 | 45               | 18                   |